# Monte Tinisa
Il Monte Tinìsa (Mitertokhkhouvl nell'idioma saurano, Tinìse in friulano) è una montagna delle Alpi Carniche, alta 2.120 m. Si erge tra i comuni di Ampezzo e Sauris (provincia di Udine), nella Carnia occidentale.

## Ascensioni alla cima
- Dal rifugio Tita Piaz (Ampezzo) in ore 3 ore si giunge sulla Cima est, 2080 m. Dal rifugio si segue la pista forestale che porta a casera Tintina. Da qui si parte il sentiero attrezzato "De Monte Pascul - La cresta nel cielo", che dapprima attraversa diagonalmente il ghiaione fino a giungere alla base della parete, quindi per roccette con passaggi di primo grado si giunge in vetta. Il percorso per la raggiungere la cima di quota 2120 m prosegue lungo l'aerea cresta, con alcuni tratti di facile arrampicata a volte esposti (attrezzature rinnovate nel settembre 2012).

- Dal rifugio Tita Piaz si segue la pista forestale fino a casera Tinitina, 1495 m. Da qui si segue il sentiero che passa tra pini mughi e ghiaione. Fino a giungere al malpasso di Tinisa. Passaggio di pochi metri su una cengia. Da qui iniziano delle roccette che terminano con una paretina attrezzata di primo grado che porta alla cima 2120 m in circa 3 ore e mezza.